# Ismail Abdoul
Ismail Abdoul (ur. 22 września 1976 w Gandawie) – belgijski bokser wagi junior ciężkiej.

## Kariera bokserska

### Początki i regionalne sukcesy
11 listopada 1996 Ismail Abdoul stoczył swoją pierwszą walkę w boksie zawodowym. Po 6 rundach, wygrał na punkty z Hubert Martie.
15 listopada 1998 Abdoul w swojej ósmej zawodowej walce, pokonał przez techniczny nokaut w 8. rundzie Patrick Titeux, zdobywając tytuł Mistrza Belgii w wadze pół ciężkiej.
15 października 1999 Ismail Abdoul wygrał, po 10 rundach, niejednogłośnie na punkty z Yurim Filipko. Stawką pojedynku był tytuł Mistrza Beneluksu.
24 kwietnia 2000 Abdoul stanął do obrony tytułu Mistrza Belgii. Po 10 rundach, przegrał na punkty z Rudim Lupo. Była to trzynasta walka Ismaila Abdoula w zawodowej karierze, a zarazem pierwsza porażka. Po tym pojedynku Ismail Abdoul zdecydował się przejść do kategorii junior ciężkiej, choć jeszcze dwukrotnie walczył w niższym limicie wagowym.

### Dalsza kariera
23 listopada 2002 Ismail Abdoul zmierzył się z Polakiem Krzysztofem Włodarczykiem, o interkontynentalne mistrzostwo IBF w wadze junior ciężkiej. Był to dwudziesty pojedynek na zawodowym ringu Belga, zarazem pierwszy poza granicami swojej ojczyzny. Abdoul przegrał przez techniczny nokaut w 12. rundzie. Jest to jego jedyna porażka jaką poniósł przed czasem.
10 maja 2003 Abdoul zdobył interkontynentalne mistrzostwo federacji IBO, pokonując w 6. rundzie przez techniczny nokaut Milana Konecnego. Równo trzy tygodnie później otrzymał szansę walki o Mistrzostwo Unii Europejskiej organizacji EBU. Po 10-rundowym starciu przegrał jednogłośnie na punkty z Niemcem Ruedigerem Mayem.
27 marca 2004 Ismail Abdoul przegrał po 12 rundach, jednogłośnie na punkty z Vincenzo Cantatore, stosunkiem 111-117, 109-119 i 112-117. Stawką pojedynku było Mistrzostwo Europy organizacji EBU.
3 lipca 2004 Abdoul zmierzył się w 12-rundowym pojedynku z Enzo Maccarinellim o tytuł Mistrza Świata mało prestiżowej federacji WBU. Belg przegrał jednogłośnie na punkty, stosunkiem 108-120 oraz dwukrotnie 109-119.
10 września 2004 Abdoul przegrał jednogłośnie na punkty walkę z Tomaszem Adamkiem, zakontraktowaną na 8 rund.
14 stycznia 2005 Belg, po raz drugi w swojej karierze, otrzymał szansę walki o interkontynentalne mistrzostwo IBF, jednak tym razem w wadze pół ciężkiej. Po 12 rundach przegrał jednogłośnie na punkty z Oleksiejem Trofimowem.
15 października 2005 w Rzeszowie zmierzył się z Dawidem Kosteckim o tytuł Mistrza Świata organizacji WBF w kategorii pół ciężkiej. Abdoul po 12 rundach przegrał z Polakiem, jednogłośnie na punkty (113-116, 115-117 i 115-116). Była to ostatnia walka w karierze Belga w limicie kategorii pół ciężkiej.
25 grudnia 2005 Abdoul wywalczył tytuł Mistrza Beneluksu w kategorii junior ciężkiej, pokonując po 10 rundach jednogłośnie na punkty Don Diego Poedera. Niespełna cztery miesiące później doszło do rewanżu między oboma bokserami.
23 kwietnia 2005 Ismail Abdoul zdobył Mistrzostwo Unii Europejskiej EBU pokonując, na punkty, drugi raz w swojej karierze, Don Diego Poedera. Był to największy sukces w zawodowej karierze bokserskiej Belga.
21 lipca 2006 Belg otrzymał szansę walki o tytuł Mistrza Europy z Davidem Hayem. Po jednostronnym pojedynku, Abdoul przegrał jednogłośnie na punkty stosunkiem 108-120 u wszystkich trzech sędziów.
20 stycznia 2007 Abdoul przegrał jednogłośnie na punkty, 12-rundowy pojedynek z Marko Huckiem o tytuł Mistrza Unii Europejskiej.
30 marca 2007 Ismail Abdoul został pokonany na punkty, w 12-rundowej walce z Gyorgy Hidvegim. Stawką pojedynku był tytuł Mistrza Świata federacji WBF oraz interkontynentalny pas organizacji IBO.
12 czerwca 2007 w Mariborze Abdoul stoczył pojedynek z Rudolfem Krajem o interkontynentalne mistrzostwo federacji WBC. Belg przegrał jednogłośnie na punkty, po 12 rundach.
27 listopada 2009 Ismail Abdoul przegrał jednogłośnie na punkty z Tomaszem Hutkowskim w 10-rundowej walce o tytuł Młodzieżowego Mistrza Świata federacji WBC.
5 listopada 2010 Belg zmierzył się z Mateuszem Masternakiem o wakujący interkontynentalny pas organizacji IBO. Po 12-rundowym pojedynku, pewną wygraną zanotował Polak, zwyciężając u wszystkich trzech sędziów stosunkiem punktowym 120:108.
17 marca 2012 Abdoul przegrał po 6 rundach, jednogłośnie na punkty, z Krzysztofem Głowackim.
8 grudnia 2012 Ismail Abdoul przegrał jednogłośnie na punkty, w ośmiorundowej walce, z Łukaszem Janikiem, stosunkiem punktowym 75:77, 73:80 oraz 76:77.
28 czerwca 2014 w Rzeszowie przegrał jednogłośnie na punkty (74:80, 74:79 i 72:80) z Krzysztofem Głowackim, w rewanżowym ośmiorundowym pojedynku.
19 września 2014 w radomskiej hali MOSiR w gali Roko Boxing Night Abdoul po sześciu rundach przegrał jednogłośnie na punkty 54:60, 54:60 i 55:60 z Michałem Cieślakiem (6-0. 3 KO).